# Crimson Skies (jogo eletrônico)
Crimson Skies é um jogo de arcade de voo desenvolvido pela Zipper Interactive e publicado em 2000 pela Microsoft Games. Embora seja um jogo baseado em voo, Crimson Skies não é um simulador de voo genuíno, pois o jogo é baseado menos na mecânica de voo do que na ação. De acordo com o criador da série Jordan Weisman, Crimson Skies "não se trata de simular a realidade - trata-se de realizar fantasias".
O jogo é vagamente baseado no jogo de tabuleiro de mesmo nome de 1998, ambientado em uma história alternativa da década de 1930, na qual os Estados Unidos se fragmentaram em uma série de soberanias menores e na qual as viagens aéreas se tornaram o principal meio de transporte no país. América do Norte. O jogo é centrado em Nathan Zachary, um pirata aéreo aventureiro que busca roubar a riqueza e o poder dos ricos. Ao longo da campanha, Zachary lidera sua gangue de piratas aéreos, os Fortune Hunters, em uma missão para ganhar fama e riqueza.
O jogo recebeu críticas geralmente favoráveis; foi conhecido por sua dublagem, jogabilidade e atmosfera de alta qualidade. Problemas técnicos notáveis, no entanto, eram conhecidos por afetar o jogo, o mais notório dos quais era a tendência de excluir arquivos salvos do jogo até que um patch fosse lançado. O jogo foi posteriormente portado para jogos de arcade em 2002.

## Jogabilidade
Crimson Skies é um cruzamento entre um simulador de voo autêntico e um jogo de voo arcade. Embora a mecânica de voo, como a sustentação, ainda esteja presente, os aviões do jogo são geralmente dominados, permitindo-lhes realizar manobras acrobáticas impossíveis na realidade em circunstâncias semelhantes. De acordo com o designer-chefe do jogo, John Howard:

Não estamos tentando construir uma simulação de voo realista, mas, ao mesmo tempo, Crimson Skies também não é um jogo de desenho animado do tipo arcade. Tivemos que encontrar um meio-termo, onde os aviões fossem mais poderosos, mais responsivos e mais intuitivos de voar, para que o jogador pudesse se concentrar apenas em ser um herói.

Microsoft Game Studios
GameSpot afirmou que "o modelo de voo em Crimson Skies é leve na física e pesado no barnstorming". Dessa forma, o site comparou o modelo de voo de arcade do jogo aos "acrobacias heroicas da fama do romance popular", em que "pilotos temerários realizaram feitos inacreditáveis (e quase impossíveis) de carisma e artilharia". Para este efeito, o jogo apresenta "zonas de perigo" selecionadas e espaços difíceis situados em todo o ambiente através dos quais o jogador pode voar para dissuadir aeronaves perseguidoras. Tais acrobacias também são documentadas no "livro de recortes" do jogador, que é o registro do jogo das realizações do jogador ao longo da campanha.
a jogabilidade de Crimson Skies ocorre através do jogador controlando uma aeronave pelos diversos ambientes do jogo. O jogo oferece três câmeras durante as missões: perspectivas em primeira pessoa com ou sem cabine visível e visão em terceira pessoa. O heads-up display do jogo apresenta instrumentação básica de voo, como bússola, altímetro e velocímetro, bem como um indicador de danos para a aeronave do jogador e exibições de munição para as armas primárias e secundárias do avião. O jogo também oferece ao jogador um recurso conhecido como “luneta”, que fornece uma imagem ampliada do alvo selecionado e indica sua direção atual.
O jogo apresenta onze aeronaves jogáveis diferentes, cada uma das quais pode ser personalizada. Para qualquer aeronave, o jogador pode selecionar sua fuselagem, motor, armadura, layout de armas e esquema de pintura, embora a personalização seja limitada pela capacidade de peso da fuselagem e - na campanha para um jogador - pelo dinheiro disponível do jogador. Equipar uma aeronave com diferentes componentes afeta seu desempenho em termos de velocidade, manobrabilidade, resistência e ataque. O jogador também pode equipar os canhões e hardpoints da aeronave com diferentes tipos de munições e foguetes, respectivamente.
A campanha solo do jogo tem três níveis de dificuldade, e abrange vinte e quatro missões. Antes do início de uma missão, os jogadores selecionam o avião e a munição para si e para seus companheiros de asa, embora os comandos dos companheiros de asa não estejam disponíveis durante o jogo.
Além da campanha, está disponível um modo de ação instantânea que permite ao jogador jogar missões individuais ou cenários customizados. O modo multijogador também está disponível no lobby do Reverb Gaming, em uma LAN ou na Internet, ou por meio de uma conexão serial direta. Os jogadores podem hospedar jogos ou ingressar em jogos já existentes; o anfitrião seleciona as condições de vitória do jogo e os componentes/munições permitidos da aeronave. Os modos de jogo multiplayer incluem briga de cães, Capturar a bandeira e combate Zeppelin-to-Zeppelin.

## Trama

### Contexto

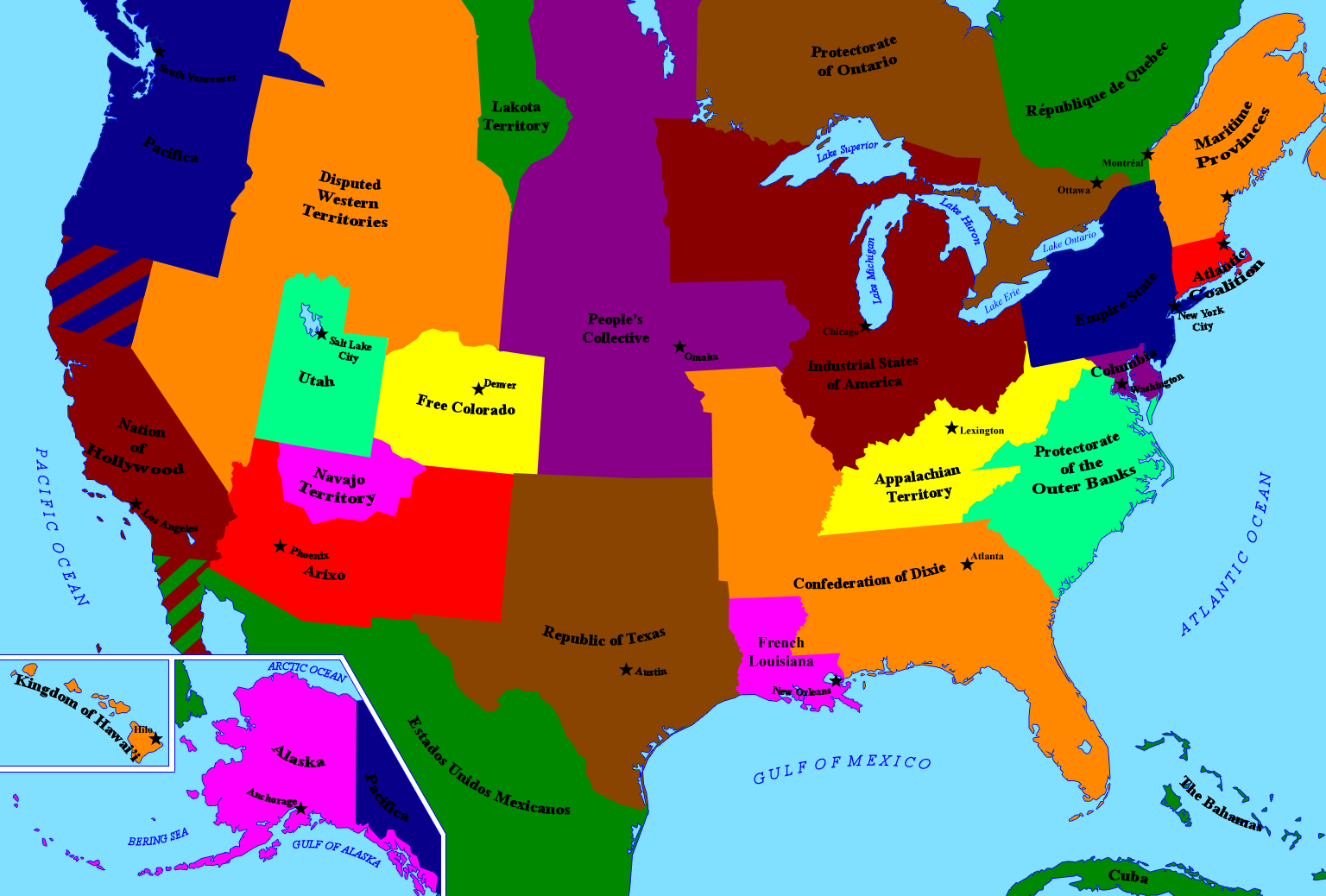
América do Norte no universo fictício Crimson Skies

O universo Crimson Skies se passa em uma história alternativa do ano de 1937. De acordo com a história de fundo do jogo, fatores como a força crescente do "Partido Regionalista", a divisão entre estados "úmidos" e "secos" e uma quarentena causada por um surto de gripe espanhola resultou em uma mudança geral de poder dos níveis federal para estadual e local. Após a quebra da Wall Street em 1929, os estados começaram a se separar dos Estados Unidos. Vários estados-nação independentes se formam a partir dos  Estados Unidos fraturados. As hostilidades entre essas soberanias eventualmente se transformam em guerra total.
Após a dissolução da América, os sistemas ferroviários e rodoviários do antigo país caíram em desuso ao cruzarem fronteiras hostis. Consequentemente, o avião e o dirigível tornaram-se os principais meios de transporte na América do Norte, o que por sua vez deu origem à pirataria aérea. Embora as milícias aéreas tenham sido formadas para se defenderem contra os piratas aéreos, as contínuas guerras entre as nações impedem que os governos estabelecidos repelam eficazmente a ameaça dos piratas.

### Personagens
O personagem do jogador é Nathan Zachary, um homem bem conhecido no mundo do jogo como um respeitável mulherengo e um notório pirata aéreo. Ele é o líder de um grupo de piratas aéreos, os Fortune Hunters. Zachary não gosta dos ricos e privilegiados, vendo-os como egoístas e insensíveis para com os menos privilegiados; como resultado, Zachary e sua gangue têm uma tendência a privar os ricos de seu dinheiro e influência. Os "artigos de pirataria" de Zachary insistem que sua gangue não deve prejudicar os inocentes e que eles roubam apenas daqueles que podem arcar com a perda. IGN afirmou que os Fortune Hunters são "maravilhosamente ambíguos [...] no sentido moral", qualificando que "é sempre bom ver heróis [...] que não são bons demais para ser verdade."
Os Fortune Hunters são baseados no Zeppelin Pandora e compreendem a tripulação do dirigível, bem como seis pilotos - Nathan Zachary e seu ala Jack Mulligan, "Tex" Ryder e seu ala "Buck" Deere, "Big John" Washington e Betty "Brooklyn" Charles. Mais tarde, juntando-se a Nathan e sua gangue está o Dr. Wilhelm Fassenbiender, um cientista alemão e amigo de Nathan desde a Primeira Guerra Mundial, bem como sua filha, Dra. Ilse Fassenbiender.
Opondo-se aos Caçadores de Fortunas estão piratas e corsários rivais, como O Cisne Negro, Jonathan "Genghis" Kahn e Ulysses Boothe. Também lutando contra Zachary e sua gangue estão empresas de segurança privada, como a Blake Aviation Security, e esquadrões de milícias, como os Hollywood Knights. Muitos desses oponentes são antigos rivais ou antigos interesses amorosos de Nathan Zachary.

### Enredo
Em Cuba, o piloto Nathan Zachary e sua tripulação de piratas aéreos, os "Caçadores de Fortuna", são traídos por Lucas Miles após sua última pontuação, resultando em Nathan ordenando que sua tripulação abrisse fogo contra o Zeppelin de Miles e aparentemente matando  ele, enquanto os Caçadores de Fortunas fogem para um lugar seguro.
Mais tarde, Nathan descobre um mapa do tesouro que leva ao naufrágio do navio de Francis Drake nas ilhas havaianas, e os Caçadores de Fortunas vão até lá para procurá-lo. Embora consigam localizar os destroços, eles não têm o equipamento adequado para iniciar uma operação de salvamento e também enfrentam desentendimentos com o grupo rival de piratas aéreos "Medusas", que querem o tesouro do navio para si, bem como com as forças britânicas que buscam colonizar o Havaí. Depois de se defenderem dos ataques, os Fortune Hunters assumem uma base britânica em uma das ilhas para atualizar seu dirigível, o Pandora, com equipamento de salvamento. Os Fortune Hunters então retornam ao local do naufrágio e o salvam com sucesso, mas não antes de encontrar e derrotar as Medusas mais uma vez.
Enquanto os Fortune Hunters estão deixando o Havaí, Nathan recebe uma transmissão de Ilsa Fassenbiender, filha de seu amigo da Grande Guerra o Dr. Wilhelm Fassenbiender, ela explica que seu pai foi levado sob custódia pela polícia secreta soviética Cheka, que leva os Caçadores de Fortunas a Pacifica.  Lá, eles encontram o Dr. Fassenbiender preso em uma aeronave soviética, que os Caçadores de Fortunas atacam.  Enquanto atacam a aeronave, Nathan e sua tripulação são atacados por sua antiga paixão, o Cisne Negro, e sua gangue que planejava atacar a aeronave. Depois de enfrentar e derrotar Swan e sua tripulação, Nathan consegue salvar Fassenbiender.  Depois disso, os Fortune Hunters vão salvar Ilsa da Blake Aviation Security, uma empresa de segurança privada. Nathan também rouba um protótipo de avião em que os Fassenbienders estavam trabalhando. Quando o Pandora fica sem combustível, Nathan sugere atacar um carregamento de combustível de um navio-tanque soviético, mais uma vez entrando em conflito com eles. Logo depois, os Fortune Hunters são ameaçados por Paladin Blake, CEO da Blake Aviation Security, de deixar Pacifica ou serem forçados a lidar com sua considerável armada. No entanto, os Fortune Hunters sabotam sua aeronave e a destroem, e também derrotam Blake em um duelo. As atividades anteriores dos Fortune Hunters voltam para assombrá-los, no entanto, quando o dirigível soviético que eles atacaram anteriormente é abatido por uma misteriosa gangue de piratas, os "Black Hats", que pretendem manter os passageiros em busca de resgate. Nathan e os Fortune Hunters enfrentam os Black Hats enquanto defendem um navio-hospital enviado para resgatar sobreviventes.
Na nação de Hollywood, Nathan encontra seu antigo rival, Johnny Johnson, que agora cuida dos assuntos de segurança como presidente da Hughes Aviation. Os caçadores de fortunas decidem então ajudar a atriz Lana Cooper, que está insatisfeita com seu contrato e deseja ir embora. Depois de ser resgatada em um movimento ousado, um envergonhado Johnny tenta salvar a face exibindo a mais nova conquista da aviação Hughes: o maior avião construído, o Spruce Goose. Nathan decide humilhar ainda mais Johnny fazendo com que os Fortune Hunters o roubem. Depois disso, Nathan é convidado para uma corrida de acrobacias para mostrar suas habilidades como piloto a corrida acaba sendo revelada como uma armadilha planejada por Johnny e Charlie Steele, o líder dos "Cavaleiros de Hollywood" que anteriormente tentou impedir os Caçadores de Fortunas de resgatar Lana e roubar o Spruce Goose. Os líderes de gangues piratas rivais Jonathan Kahn e Bill Redman também se juntam à luta, mas Nathan consegue ganhar vantagem com a ajuda do Cisne Negro e de Loyle Crawford, líder dos "Bombardeiros da Broadway". Nathan percebe que a armadilha tinha como objetivo atraí-lo para longe do Pandora para dar às forças de Johnny uma abertura para atacá-lo, e ele rapidamente mobiliza os Caçadores de Fortunas para defender sua aeronave. Embora saiam vitoriosos, o Pandora sofre grandes danos com a luta, e os Fortune Hunters decidem comandar um dirigível de carga guardado pela Blake Aviation Security para rebocar o Pandora para um local seguro.
Enquanto eles continuam em segurança, Nathan e as tripulações do Cisne Negro são sequestrados e trabalham juntos para recuperá-los. Eles também são incomodados pelos chapéus pretos, e Nathan vai lutar contra seu aparente líder, Ace Dixon, ao mesmo tempo em que envolve a nova empresa de segurança Sacred Trust Incorporated, que está ajudando os chapéus pretos. Depois que Nathan salva o mecânico dos caçadores de fortunas, Sparks, ele explica que a tripulação foi sequestrada pelos chapéus pretos, e Nathan vai enfrentar Ulysses Boothe, o verdadeiro líder dos chapéus pretos. Nathan derrota Boothe e o usa como refém em troca da localização da tripulação.  Nathan e o Cisne Negro descobrem que suas tripulações estão presas em uma aeronave preparada para explodir.  embora os chapéus pretos tentem traí-los, Nathan consegue resgatar as tripulações e a Pandora. No entanto, o cisne negro é abatido e capturado no processo. Eventualmente, os caçadores de fortunas atacam a mansão do chapéu preto como vingança e também conseguem resgatar o cisne negro.  Nathan também descobre por que a confiança sagrada foi incorporada e os chapéus pretos estão colaborando entre si, eles estão planejando conquistar a América dividida. Nathan então decide pedir ajuda a Blake e ganha sua confiança ajudando-o a se defender de um ataque do Chapéu Negro.
Nathan e Blake vão para Nova York, onde tentam lidar pessoalmente com o Sacred Trust. Nathan então sabota uma das operações ilegais dos Black Hats, destruindo um cargueiro alemão e um armazém contendo itens roubados. Mais tarde, os Fortune Hunters descobrem que um contador do Sacred Trust tem evidências de piratas de chapéu negro e espiões alemães trabalhando juntos e tenta fugir do país, mas é atacado pelos Black Hats durante o trânsito. Nathan salva o contador e o leva à polícia por segurança. Agindo com base nas informações do contador, os Fortune Hunters sabotam as tentativas do Sacred Trust de devolver seu saque à Alemanha por meio de três zepelins de carga, eles finalmente conseguem impedir o Confiança Sagrada. Os Fortune Hunters logo descobrem que o verdadeiro mentor é Miles, que conseguiu sobreviver à queda do Zeppelin antes. Ele então desafia os Caçadores de Fortunas para um último confronto, mas é finalmente derrotado pelos esforços combinados dos Caçadores de Fortunas e do Cisne Negro. Nathan então persegue Lucas, que tomou Lana como refém, mas ela consegue escapar de seu avião, permitindo que Nathan atire em Lucas.
Nathan recebe uma oferta de adesão à Blake Aviation, mas recusa, para grande indignação de Blake. Nathan então planeja com o Cisne Negro procurar tesouros na América do Sul, enquanto suas aeronaves voam em direção ao pôr do sol.

## Desenvolvimento
Jordan Weisman, criador da série e diretor criativo de Crimson Skies, disse sobre o jogo: “Nosso objetivo é dar ao jogador o tipo de papel de Errol Flynn em um grande filme de aventura pirata dos anos 1930 e 1940 da IA." Segundo Weisman, a inspiração para o jogo veio depois de ele ter feito pesquisas sobre os primeiros anos da aviação, ele desejava criar um jogo sobre a época. Weisman e Dave McCoy criaram o conceito de "combinar as fantasias clássicas de pilotos e piratas". Eles então criaram a história de fundo da série, propondo mudanças na história dos Estados Unidos que permitiriam o aumento da pirataria aérea.
O desenvolvimento do jogo começou originalmente para Virtual World Entertainment e foi alterado para um jogo para PC com o nome "Corsairs!". Este projeto original foi arquivado, entretanto, levando Weisman e outros a criar o jogo de tabuleiro Crimson Skies. Mais tarde, quando a FASA se tornou parte da Microsoft, Weisman teve a oportunidade de trabalhar em um novo projeto, sua escolha foi reiniciar a produção do jogo Crimson Skies para PC.
A versão protótipo do jogo pretendia ter mais elementos do jogo de tabuleiro de 1998 com o mesmo nome, apresentando aviões adicionais como Raven e Avenger, um nível de Grand Canyon e comandando seus alas. O desenvolvedor, no entanto, decidiu descartar alguns elementos do jogo de tabuleiro.  Previsto para ser lançado no verão de 2000, mas adiado para 18 de setembro do mesmo ano, o lançamento do jogo apresentou inúmeros problemas técnicos, um dos mais notórios foi a tendência de deletar os arquivos salvos do jogo pelo jogador. Pouco depois do lançamento do jogo, a Microsoft lançou o Crimson Skies Update versão 1.01, um patch projetado especificamente para corrigir esse problema. Posteriormente, a Microsoft lançou a atualização versão 1.02 para resolver outros problemas, incluindo estabilidade de jogos multijogador e tempos de carregamento de missão.
Drivers recentes da ATI e Nvidia não suportam este jogo.  Como tal só foi possível reproduzi-lo no modo Software Rendering. Vários fãs tentaram identificar e encontrar as causas deste problema, reunindo-se posteriormente nos fóruns da Nvidia, e pedindo uma solução à Nvidia. A Nvidia não mostrou disponibilidade para isso. A base de fãs tentou vários caminhos para uma solução, culminando em perguntar ao conhecido modder gráfico do jogo Timeslip se ele poderia encontrar uma solução.
O patch não oficial está disponível na página inicial do Timeslip, corrige o problema dos drivers gráficos atuais e melhora o jogo em alguns aspectos, como permitir resoluções mais altas.

## Recepção
A versão para PC recebeu críticas "favoráveis" de acordo com o site de agregação de análises Metacritic. Bruce Geryk da GameSpot disse que "Crimson Skies faz um excelente trabalho ao pegar os elementos de simulações de voo que têm amplo apelo - o tiro e o voo sofisticado - e embelezá-los com um ótimo ambiente e uma boa história". Steve Butts, da IGN, chamou o jogo de "altamente inventivo, muito divertido e ridiculamente viciante". o site posteriormente classificou o jogo como #65 e #75 respectivamente em suas listas de 2003 e 2005 dos "100 melhores jogos de todos os tempos".
Butts elogiou o modelo de física estilo arcade do jogo nas primeiras impressões do IGN, afirmando que isso tornava a jogabilidade "emocionante e imediata". Geryk também elogiou o modelo de voo do arcade, afirmando que ele se encaixava no cenário de ficção popular do jogo e permitia vôos acrobáticos elaborados e brigas de cães em ritmo acelerado.  Outros aspectos da jogabilidade recebidos positivamente incluem o "álbum de recortes" do jogo e recursos de personalização de aeronaves.
O visual do jogo foi geralmente bem recebido, assim como o áudio. Os críticos prestaram atenção especial ao talento vocal do jogo, que foi descrito como um dos melhores encontrados em jogos de computador até então. O universo Crimson Skies também foi bem recebido pela crítica, que o considerou altamente original e o descreveu como uma "história alternativa que raramente é convincente e verossímil". Os críticos também elogiaram a forma como esses elementos - dublagem, trilha sonora, estilo gráfico e história - se combinaram para contribuir para a atmosfera de ficção popular dos anos 1930 do jogo.
A campanha single-player em Crimson Skies foi criticada por sua linearidade geral, e Geryk descobriu que múltiplas jogadas de uma missão se tornariam "cansativas".  O jogo foi mais fortemente criticado por seus numerosos e notáveis problemas técnicos, que incluem taxa de quadros instável, texturas ausentes, bugs de travamento, lentidão durante as telas de menu, falha na IA do wingman, longos tempos de carregamento para níveis de jogo e falta de confiabilidade dos arquivos de jogo salvos.
butts comentou que "há alguns problemas sérios com o jogo que precisam ser resolvidos [...] para ajudar o jogo a realizar seu incrível potencial."  de acordo com geryk: “Infelizmente, o jogo é […] um lembrete de como facilmente problemas técnicos podem derrotar um design promissor”. Edge afirmou que a jogabilidade é diretamente afetada por esses problemas, já que longos tempos de carregamento forçam os jogadores a "jogar pelo seguro" e evitar as "acrobacias improváveis que deveriam ser a assinatura do jogo";  a crítica conclui como "uma pena, porque em sua variedade de missões e pura elegância, o arrojado Crimson Skies quase rouba seu coração". Chris Kramer da Next Generation, no entanto, chamou isso de "uma lufada de ar fresco: divertido, fantástico e diferente".
Mark Asher da CNET Gamecenter observou que o jogo não teve sucesso comercial. É considerado um "favorito de culto" ou um "sucesso de culto", geralmente popular apenas dentro de um número limitado de "seguidores de culto".
A equipe da Revista de jogos de computador nomeou a versão para PC para o prêmio de "Simulação de Ficção Científica do Ano" de 2000, cujo vencedor permanece desconhecido. Durante o 4º Prêmio Anual de Realização Interativa, a Academia de Artes & Ciências Interativas nomeou Crimson Skies para os prêmios "PC Action/Adventure" e "Computer Innovation", ambos os quais foram para Deus Ex. também foi indicado para os prêmios de "melhor história" e "simulação de ficção científica do ano" nos prêmios de melhor e pior de 2000 do gamespot, ambos indo para a jornada mais longa e mechwarrior 4: Vengeance, e para o prêmio de ação na principal premiação do mundo dos jogos de computador em 2001, que foi para o agente: No One Lives Forever. Ganhou o prêmio de "Som" no prêmio Best of 2000 da GameSpy.